# Winnipeg Warriors (1955–1961)
Die Winnipeg Warriors waren ein kanadisches Eishockeyfranchise der Western Hockey League aus Winnipeg, Manitoba.  

## Geschichte
Die Winnipeg Warriors wurden zur Saison 1955/56 als Franchise der Western Hockey League gegründet. In ihrer Premierenspielzeit belegte die Mannschaft zunächst den ersten Platz der eigenen Division in der regulären Saison und gewann in den Playoffs den Lester Patrick Cup, den Meistertitel der WHL. In der Folgezeit konnten die Warriors nicht mehr an diesen Erfolg anknüpfen. Einzig in der Saison 1957/58 belegten sie noch einmal den ersten Platz der eigenen Division in der regulären Saison.
Von 1980 bis 1984 spielte ein gleichnamiges Team in der Top-Juniorenliga Western Hockey League. 

## Saisonstatistik
Abkürzungen: GP = Spiele, W = Siege, L = Niederlagen, T = Unentschieden, OTL = Niederlagen nach Overtime SOL = Niederlagen nach Shootout, Pts = Punkte, GF = Erzielte Tore, GA = Gegentore, PIM = Strafminuten
| Saison  | GP | W  | L  | T | OTL | SOL | Pts | GF  | GA  | Platz    | Playoffs           |
| 1955/56 | 70 | 40 | 28 | 2 | —   | —   | 82  | 248 | 212 | 1., WHLP | Lester Patrick Cup |
| 1956/57 | 70 | 23 | 45 | 2 | —   | —   | 48  | 198 | 273 | 4., WHLP |                    |
| 1957/58 | 70 | 39 | 26 | 5 | —   | —   | 83  | 262 | 211 | 1., WHLP |                    |
| 1958/59 | 64 | 31 | 31 | 2 | —   | —   | 64  | 256 | 229 | 3., WHLP |                    |
| 1959/60 | 70 | 25 | 42 | 3 | —   | —   | 53  | 224 | 262 | 6., WHL  |                    |
| 1960/61 | 70 | 21 | 45 | 4 | —   | —   | 46  | 191 | 259 | 8., WHL  |                    |